# Пажайсляйський монастир

Церква Відвідин в монастирі Пажайсліс, Каунас

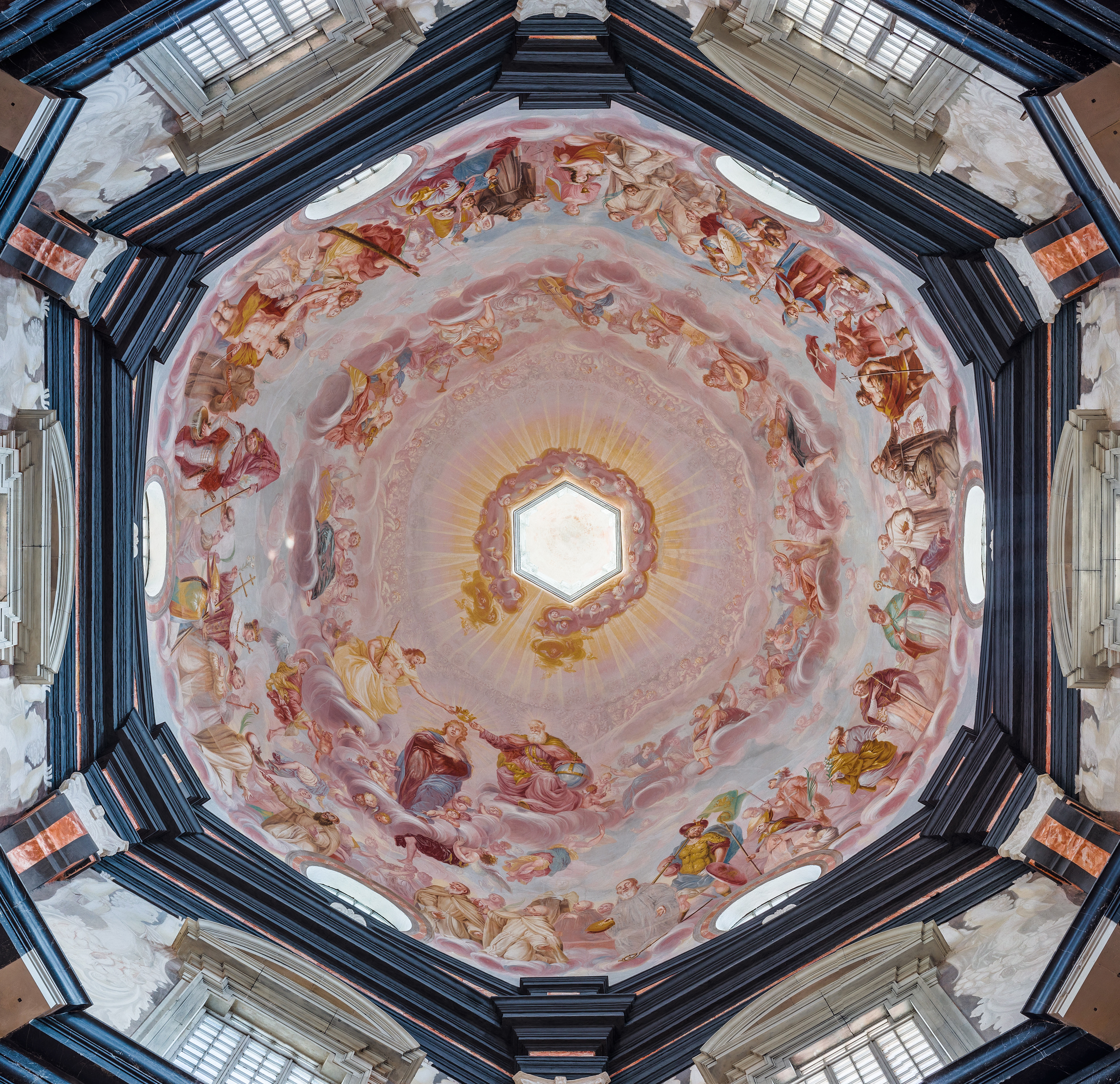
Купол та фрески всередині церкви

Пажайсляйський монастир і Церква Відвідин (лит. Pažaislio vienuolynas ir Švenčiausios Mergelės Marijos apsilankymo pas Elžbietą bažnyčia, пол. Klasztor w Pożajściu) утворюють найбільший монастирський комплекс у Литві та найвідоміший приклад архітектури бароко в країні. Церква є найбільш прикрашеною мармуром церквою бароко колишнього Великого князівства Литовського.  Розташовано в елітераті Петрашюнай в Каунасі (Литва), на півострові в Каунаському водосховищі поблизу яхт-клубу в Каунасі. Був оголошений пам'ятником культури  та місцем католицького паломництва в Литві. У 2021 році церковний та монастирський комплекс Pažaislis був нагороджений найкращим місцем європейського кіно у 2020 році під час Берлінського міжнародного кінофестивалю 2021 року.  

## Історія

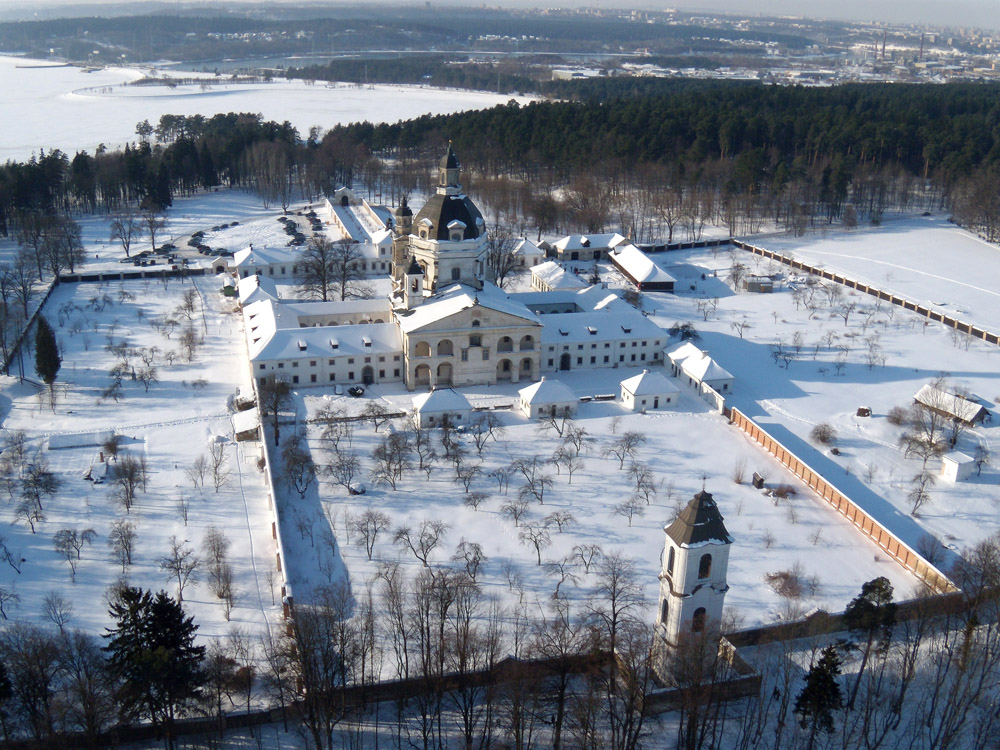
Пажайсляйський монастир взимку

Засновано в 1662 р. шляхтичем Великого князівства Литовського та Великим канцлером Литви Кшиштофом Зигмунтом Пацом для Ордена Камадольських відлюдників, основне будівництво тривало до 1674 р. і відновилося в 1712 р. Монастир спроектували П'єтро Путтіні, Карло Путтіні та Джованні Баттіста Фредіані. Вперше в Європі були використані ексклюзивні архітектурні рішення: шестикутний план церкви та увігнутий фасад. Внутрішні ліпні роботи приписують Джоан Мерлі, а фрески - Мікеланджело Паллоні. Кшиштоф Зигмунт Пак перед своєю смертю спалив рахунки за будівництво монастиря, кажучи: «Що я дав Богові, нехай він знає». Був похований у монастирі згідно з його заповітом.  Письменники того часу писали, що будівництво коштувало 8 барелів золотих монет.  У 1755 р. Прибудову веж та купола фінансував камергер короля Міхал Ян Пак. 
Церква монастиря, прикрашена високошліфованим мармуром, була пошкоджена конями армії Наполеона, яка базувалась у комплексі. У 1832 р. монастир був закритий російською владою, а згодом перетворений на православну церкву. У 1870 році там був похований автор імператорського російського гімну « Боже, царя, збережи царя» Олексій Львов. У 1915-1918 рр., коли православні ченці втекли, в монастирі було створено німецький військовий госпіталь. Православні ченці викрали з монастиря багато скарбів, зокрема чашу св. Меси, прикрашену понад 1000 дорогоцінних каменів (понад 400 діамантів, 300 рубінів та 200 смарагдів).  Після 1920 р. зруйнований монастир повернувся римо-католикам і був відновлений сестрами литовського монастиря св. Казимира. Після Другої світової війни радянська влада перетворила церкву та монастир на архів, психіатричну лікарню та, нарешті, картинну галерею (у 1966 р.). У 1990-х роках комплекс був повернутий новою незалежною Литвою монахиням монастиря і розпочалися роботи з реконструкції. 
У монастирі є картина Марії Бель матері та дитини, два дзвони церкви та титули св. Ромуальда, відлиті у XVII столітті, та найстаріша церковна вежа з годинником у Литві. 

## Музичний фестиваль
Сьогодні в монастирі проходить щорічний міжнародний музичний фестиваль Pažaislis . Він був розпочатий у 1996 році і зараз триває три літні місяці і пропонує близько 30 різних концертів. Фестиваль двічі відвідував Ієгуді Менухін. Тут представлена класична музика різних жанрів та стилів, починаючи від Вольфганга Амадея Моцарта і закінчуючи класикою ABBA. Інші концерти відбувались у багатьох різних місцях по всій Литві, таких як Каунаський замок, Клайпедський університет і навіть аеропорт Поцюнай. 

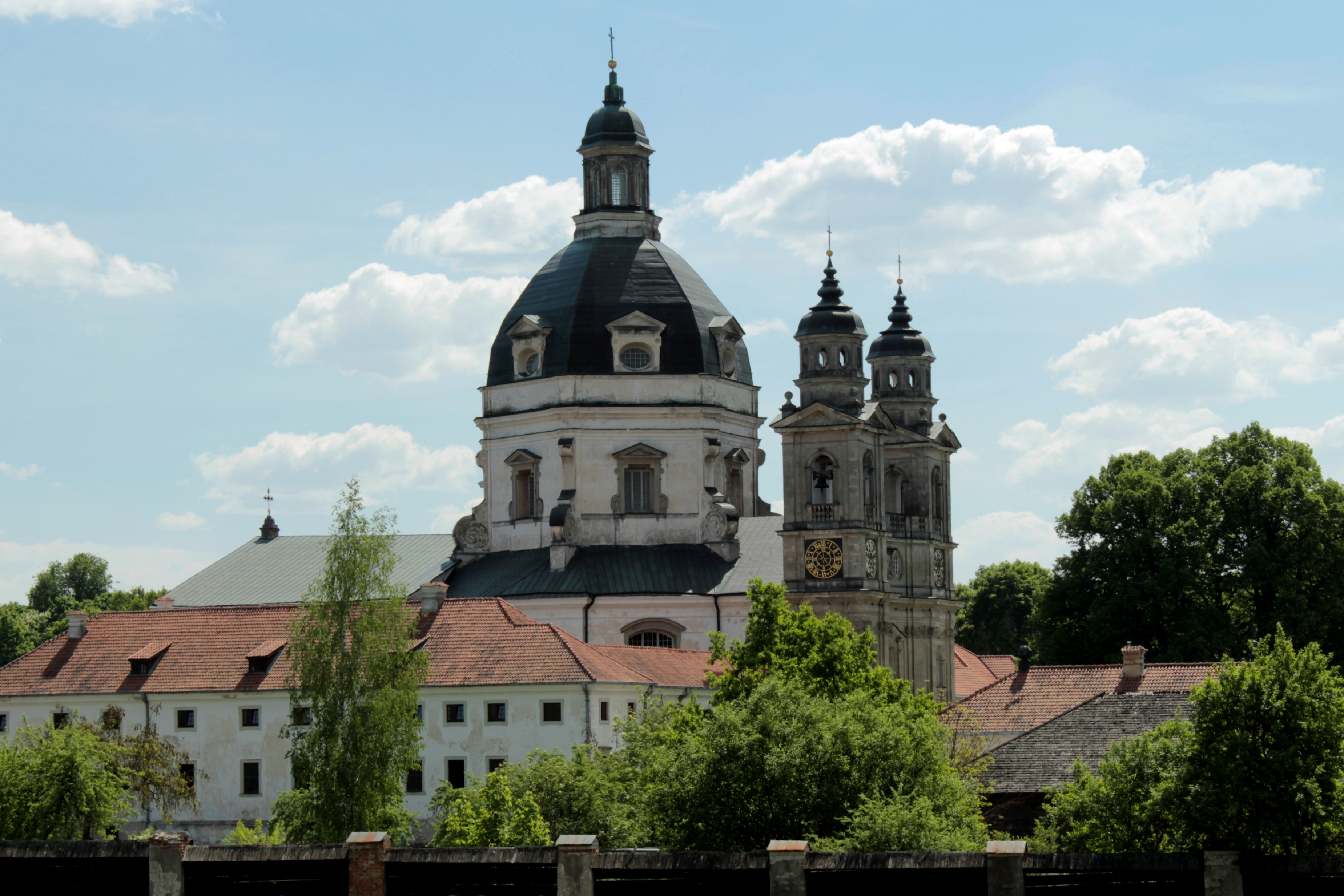
Купол Церкви Відвідин
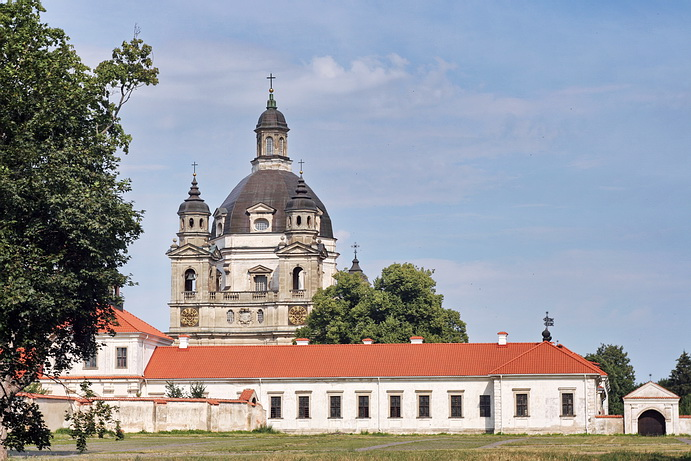
Вид на ансамбль з південного заходу
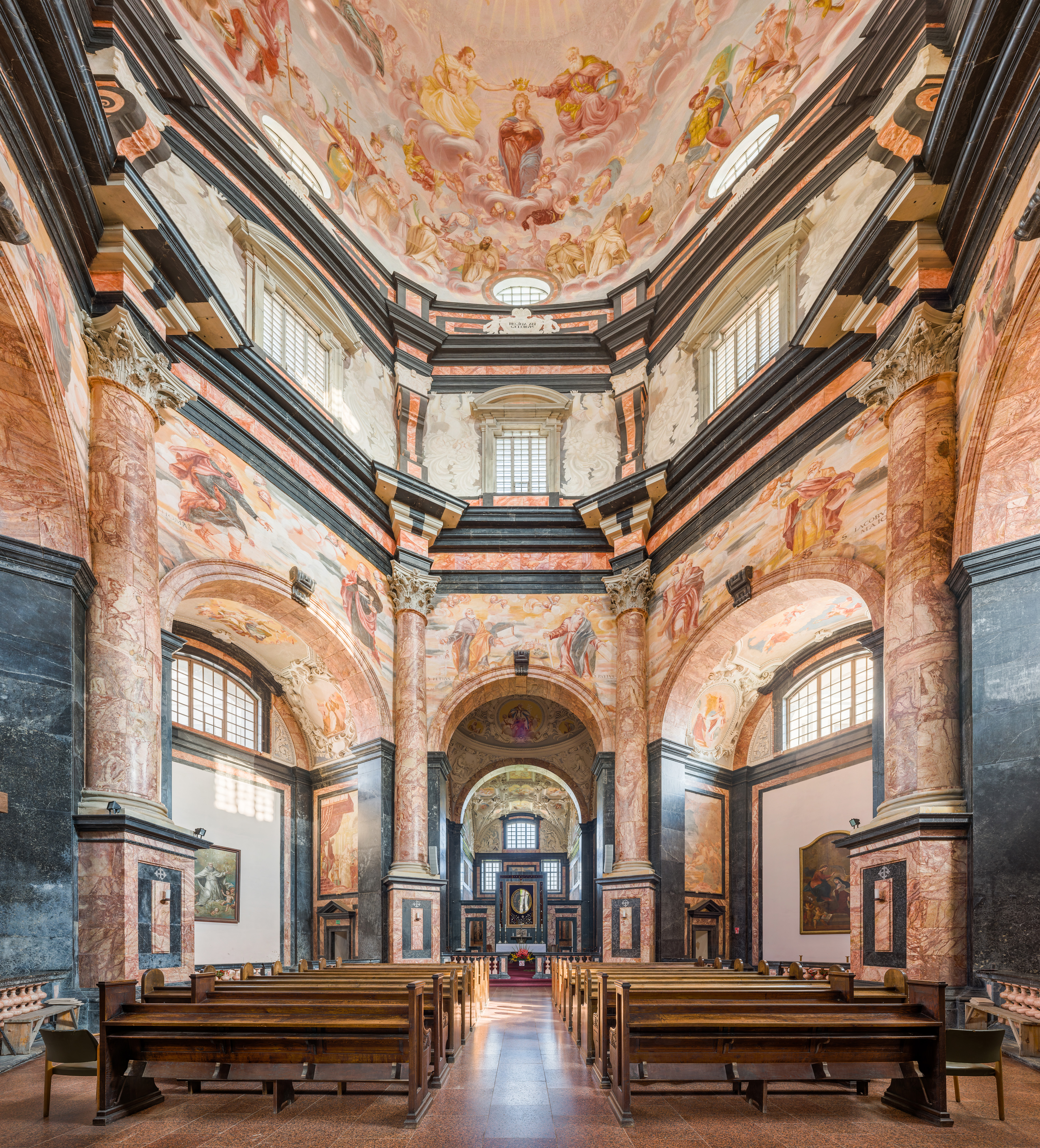
Інтер'єр
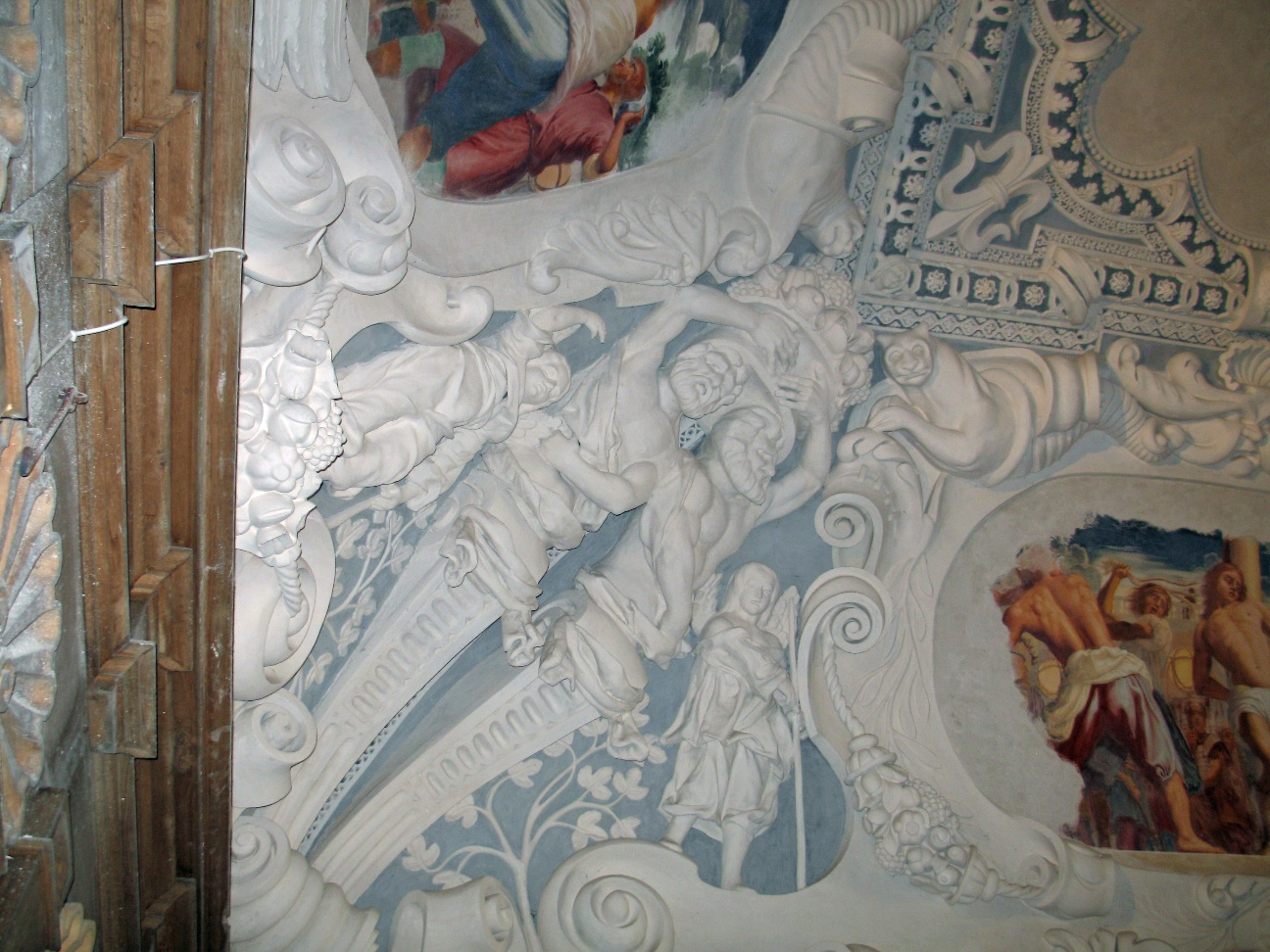
Декор монастиря Пажайсліс
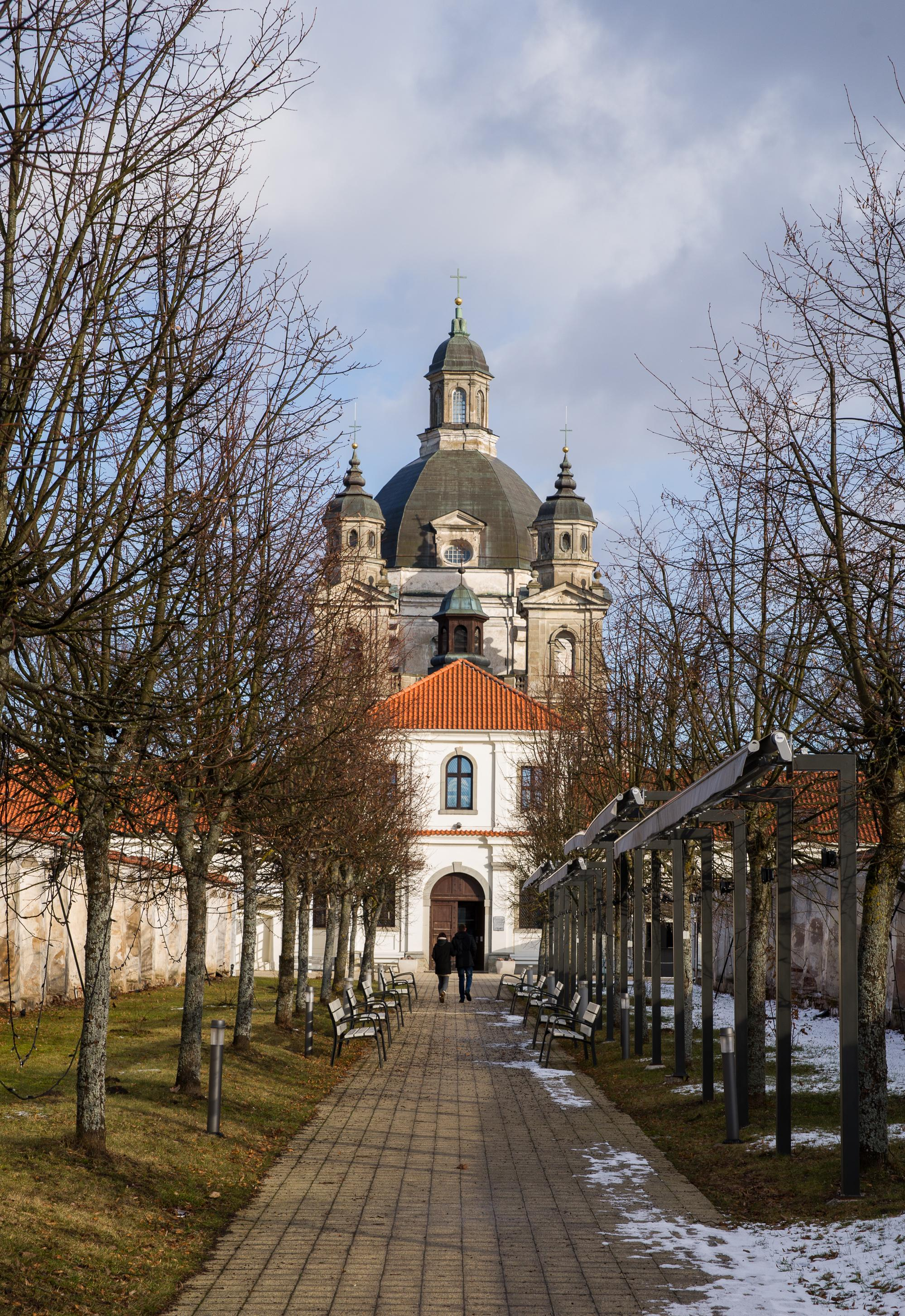
Монастир взимку
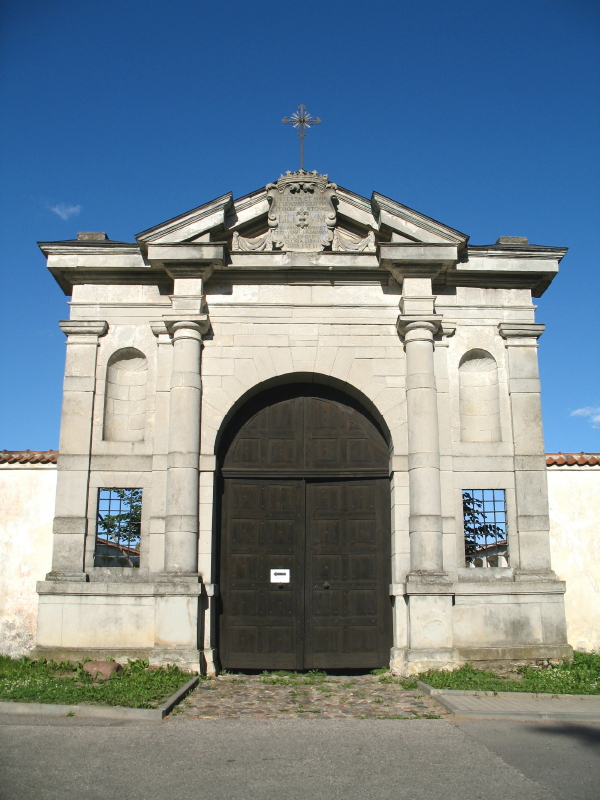
Великі ворота